# Franz-Egon Humborg
Franz-Egon Humborg (* 1937 in Münster) ist ein deutscher ehemaliger Richter.

## Leben
Franz-Egon Humborg studierte nach seinem Abitur am Paulinum ab 1956 Rechtswissenschaften in München und Münster. Nach der ersten juristischen Staatsprüfung 1960 wurde er 1964 an der Westfälischen Wilhelms-Universität Münster mit der Arbeit Die Vorstrafenerörterung in der Hauptverhandlung unter besonderer Berücksichtigung der Rehabilitation zum Dr. iur. promoviert. 1965 legte er die zweite juristische Staatsprüfung ab und war zunächst wissenschaftlicher Mitarbeiter beim Oberverwaltungsgericht. 1967 wurde er Richter am Verwaltungsgericht Münster. 1973 erfolgte die Berufung an das Oberverwaltungsgericht für das Land Nordrhein-Westfalen mit Sitz in Münster und Leiter des 16. Senat, der u. a. für das Recht der Ausbildungs- und Studienförderung, das Sozialhilferecht und das Kindergartenrecht zuständig ist. 1982 erfolgte die Ernennung zum Vorsitzenden Richter. Er war vier Jahre lang Vorsitzender des Richterrats beim OVG. 2002 ging er in den Ruhestand.
Humborg hatte einen Lehrauftrag für öffentliches Recht an der Westfälischen Wilhelms-Universität in Münster inne. Er veröffentlichte zahlreiche Fachartikel und wurde als anerkannter Experte bekannt mit einem Großkommentar zum Bundesausbildungsförderungsgesetz.
Er engagiert sich für die Stiftung Bürger für Münster und ist als Führer im Münsteraner St.-Paulus-Dom ehrenamtlich tätig.
Franz-Egon Humborg engagiert sich für zahlreiche Sozialprojekte im Heiligen Land. 1974 wurde er von Kardinal-Großmeister Maximilien Kardinal de Fuerstenberg zum Ritter des Ritterordens vom Heiligen Grab zu Jerusalem ernannt und am 4. Dezember 1974 im Kölner Dom durch Lorenz Kardinal Jaeger, Großprior der deutschen Statthalterei, investiert. Er ist Großoffizier des Ordens und war langjähriger Leitender Komtur der Komturei St. Ludgerus Münster.

## Schriften
- Franz-Egon Humborg (Hrsg.): Bundesausbildungsförderungsgesetz, Kommentar 2476 Seiten, Kohlhammer Verlag 2015 (5. Auflage), ISBN 978-3-17-018012-3